# Betonmischzug

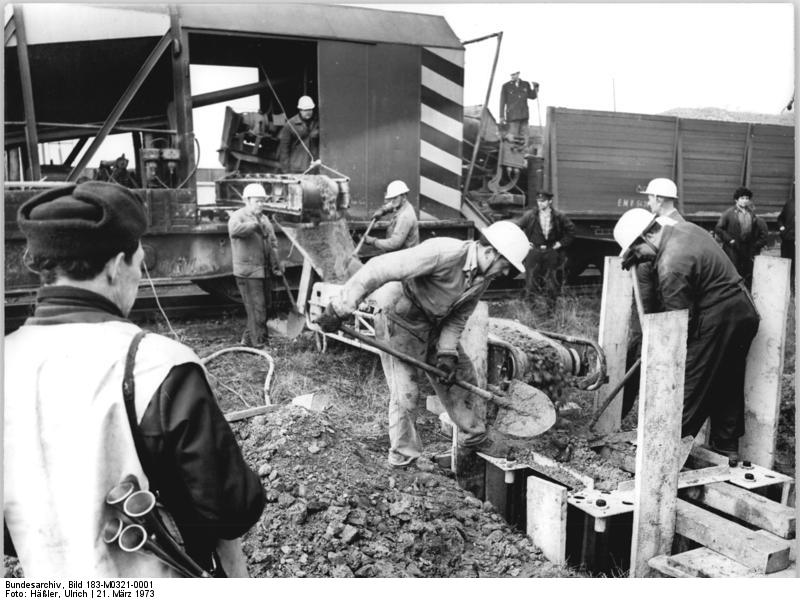
Männer der Tschechoslowakischen Staatsbahnen bei der Arbeit mit einem Betonmischzug in der DDR

Ein Betonmischzug (kurz: BMZ) ist ein Verband aus mehreren Eisenbahnwagen und einer Lok, mit dem die Herstellung von Beton auf offener Strecke möglich ist.
Betonmischzüge wurde vor allem von der Deutschen Reichsbahn und von den sozialistischen Nachbarländern betrieben. Um die schnelle Elektrifizierung der Bahnstrecken voranzutreiben, mussten viele Betonfundamente für Freileitungsmasten gegossen werden. Mit Hilfe der Betonmischzüge konnte vor Ort Frischbeton hergestellt und dieser direkt verarbeitet werden. Gelegentlich wurden Betonmischzüge auch beim Bau von Bahnsteigen eingesetzt.
Die Deutsche Reichsbahn betrieb zwei Typen von Betonmischzügen, der Typ BMZ 20 und der Typ BMZ 50, wobei die Zahl in der Typbezeichnung die maximal mögliche Produktionsmenge in Kubikmeter Beton pro Stunde angibt. Der BMZ 20 bestand aus sieben Wagen, in denen Gesteinskörnung, Zement, Wasser und die Mischanlage transportiert wurden.